# Колычёвский сельский округ (Домодедовский район)
Колычевский сельский округ — упразднённая административно-территориальная единица, существовавшая на территории Домодедовского района Московской области в 1994—2006 годах.
Колычевский сельсовет был образован 14 июня 1954 года в составе Подольского района Московской области путём объединения Жеребятьевского, Шестовского и Яковлевского с/с.
1 февраля 1963 года Подольский район был упразднён и Колычевский с/с вошёл в Ленинский сельский район.
27 апреля 1963 года из Горкинского с/с в Колычевский было передано селение Мещерино и санаторий № 17.
11 января 1965 года Колычевский с/с был передан в восстановленный Подольский район.
21 мая 1965 года селение Мещерино и санаторий «Ленинские горки» были возвращены из Колыевского с/с в Горкинский с/с Ленинского района.
13 мая 1969 года Колычевский с/с был передан в новый Домодедовский район, но с подчинением Домодедовскому городскому совету депутатов трудящихся и его исполнительному комитету.
Решением Московской областной Думы от 3 февраля 1994 года и решением Домодедовской районной Думы от 21 сентября 1994 года Колычевский с/с был преобразован в Колычевский сельский округ.
В ходе муниципальной реформы 2005 года Колычевский сельский округ прекратил своё существование как муниципальная единица. При этом все его населённые пункты были переданы в городской округ Домодедово.
29 декабря 2006 года Колычевский сельский округ исключён из учётных данных административно-территориальных и территориальных единиц Московской области.
| №  | Населённый пункт | Тип населённого пункта | Население (2002) | прим. |
| -- | ---------------- | ---------------------- | ---------------- | ----- |
| 1  | Воеводино        | деревня                | ↗50              |       |
| 2  | Вяльково         | деревня                | ↘36              |       |
| 3  | Жеребятьево      | деревня                | ↗27              |       |
| 4  | Истомиха         | деревня                | ↗29              |       |
| 5  | Колычево         | село                   | ↘103             |       |
| 6  | Котляково        | деревня                | ↗64              |       |
| 7  | Красино          | деревня                | ↗13              |       |
| 8  | Куприяниха       | деревня                | ↘7               |       |
| 9  | Лукино           | деревня                | ↘13              |       |
| 10 | Новлянское       | деревня                | ↘22              |       |
| 11 | Семивраги        | деревня                | ↘50              |       |
| 12 | Татарское        | деревня                | ↘1               |       |
| 13 | Тупицино         | деревня                | ↗4               |       |
| 14 | Чурилково        | деревня                | ↘2159            |       |
| 15 | Шестово          | деревня                | ↗51              |       |
| 16 | Шишкино          | деревня                | ↗135             |       |
| 17 | Яковлевское      | деревня                | ↗2               |       |